# Маньчжуро-Корейские горы
Маньчжуро-Корейские горы (кит. 长白山地) — горная система в Восточной Азии. В административном отношении горная система расположена в Северо-Восточном Китае, на севере КНДР и юго-западе Приморского края России.

## География
Маньчжуро-Корейские горы в КНДР формируют водораздел Жёлтого и Японского морей. Северные отроги служат водоразделом рек, стекающих в Охотское (Мулинхе) и в Японское море. В Приморском крае России являются низко- и среднегорьем вдоль государственной границы с КНР, где распадаются на более мелкие формые рельефа: Чёрные горы, Борисовское плато и Пограничный хребет. Высшая точка Борисовск. плато — г. Пологая, высотой 741,1 м. На востоке плато ограничивает долина реки Раздольная. От вершины горы Пологой в разные стороны расходятся пять ещё более мелких хребтов: Валунный, Абрикосовый, Непроходимый, Плоский и Лесной.

## Описание
Горы сложены гранитами, сланцами и известняками. Высшая часть, плоскогорье Чанбайшань, образована разломами и базальтами. В горах находятся месторождения каменного угля, железной руды и цветных металлов. На территории Приморского края горы граничат с Приханкайской низменностью.
На склонах произрастают хвойные, смешанные и широколиственные леса, кустарники и кедровый стланик. На высотах более 2000 м — тундровая растительность.
В китайской части находится резерват Чанбайшань, на территории КНДР образован национальный парк Пэктусан.